# Potraga za zmajem (1961.)
Potraga za zmajem, hrvatski dugometražni film iz 1961. godine.